# Niphargus nicaensis
Niphargus nicaensis is een vlokreeftensoort uit de familie van de Niphargidae. De wetenschappelijke naam van de soort is voor het eerst geldig gepubliceerd in 1916 door Isnard.